# Konrad Hagman

Konrad Hagman, cirka 1896.

Konrad Hagman, född 3 juli 1859 i Hässjö socken, Västernorrlands län, död 31 mars 1938, var en svensk statsvetare.
Hagman blev filosofie kandidat 1883 och filosofie doktor i Uppsala 1897 på avhandlingen Om den svenska statsrevisionens sammansättning och verksamhetsformer under tiden 1809-1866. Han utgav de mycket anlitade handböckerna "Sveriges grundlagar med förklaringar" (1902) och "Sveriges kommunallagar" 1-2 (1910-11, andra upplagan 1926) samt "Sveriges grundlagar och konstitutionella stadgar med kortfattade förklaringar" (1904; fjärde upplagan 1915), liksom valhandboken Rösträttsreformen (1908) och Kommunala uppslagsböcker, 1–3 (1916). 
Bland Hagmans skrifter i övrigt märks Lärobok i allmän fysisk geografi (1903), Studier i svensk statsrätt, I (1905) och Sveriges statsförvaltning (1908). Han utgav dessutom "Nya värnpliktslagen" (1914), "Nya strafflagen för krigsmakten" (1915) och "Alkoholistlagen" (1916) samt utarbetade register över riksdagsprotokollen med bilagor för tiden 1900-1910 (tre band, 1913) och 1911-1920 (tre band, 1922-23) och över kyrkomötets protokoll för åren 1868-1918 (1920). Han utgav även fjärde och femte upplagorna av Magnus Roths "Illustrerad geografi för allmänna läroverken" (1896, 1902) samt översatte "Jorden förr och nu: Populär fysisk geografi" av Karl Sapper och Adolf Marcuse.